# Ischaemum koenigii
Ischaemum koenigii är en gräsart som först beskrevs av Joseph Dalton Hooker, och fick sitt nu gällande namn av Otto Stapf och Cecil Ernest Claude Fischer. Ischaemum koenigii ingår i släktet Ischaemum och familjen gräs. Inga underarter finns listade i Catalogue of Life.